# 다우오피스
다우기술에서 자체 개발한 업무에 필요한 다양한 서비스를 연결하는 대한민국 최초 통합 올인원 업무 플랫폼.

## 소개
테라스 메일 + 팀오피스를 기반으로 탄생한 다우오피스는 메일과 전자결재 중심의 기존 그룹웨어를 넘어 소통과 협업, 모바일, 보안에 중점을 둔 차세대 그룹웨어이며, 그룹웨어 뿐만 아니라 경리회계, 경영지원, 경비관리 서비스를 제공하는 올인원 업무 플랫폼이다.
또한, 간편하게 필요한 앱을 만들 수 있는 웍스(Works)기능과 업무관리 보드를 생성해 업무 내용을 간단하게 기록하여 관리할 수 있는 스마트한 온라인 포스트잇 ToDO+와 같이 차별화된 기능을 제공하는 것이 특징이다.
PC, 모바일, 태블릿에서 모두 사용 가능하여 언제 어디서나 차질없이 업무를 진행할 수 있다.

## 주요기능
| 그룹웨어 | 협업     | 전자결재                 | ● 결재, 반려, 전결, 후결, 합의, 열람 등 오프라인의 결재 프로세스를 온라인으로 완벽히 지원 ● 전자결재 양식 편집기를 활용하여 기업 내 고유 결재 양식을 별도의 구매 없이 제작 가능 ● 모바일 결재로 신속한 결재와 실시간 의견 공유 가능 | ● 결재, 반려, 전결, 후결, 합의, 열람 등 오프라인의 결재 프로세스를 온라인으로 완벽히 지원 ● 전자결재 양식 편집기를 활용하여 기업 내 고유 결재 양식을 별도의 구매 없이 제작 가능 ● 모바일 결재로 신속한 결재와 실시간 의견 공유 가능 | ● 결재, 반려, 전결, 후결, 합의, 열람 등 오프라인의 결재 프로세스를 온라인으로 완벽히 지원 ● 전자결재 양식 편집기를 활용하여 기업 내 고유 결재 양식을 별도의 구매 없이 제작 가능 ● 모바일 결재로 신속한 결재와 실시간 의견 공유 가능 |
| 그룹웨어 | 협업     | 자료실                   | ● 개인/팀/전사 간 폴더 단위로 공유 ● 다운로드 권한 및 자료실 용량 설정 가능 | | |
| 그룹웨어 | 협업     | ToDO+                    | ● 해야 할 일이나 업무,이슈 등을 카드 형식으로 만들어 쉽고 편리하게 관리 가능 ● 칼럼 별로 카드 사용의 추이를 그래프로 확인할 수 있어 추세의 확인 가능                                                                                | | |
| 그룹웨어 | 협업     | 주소록                   | ● 메일 발송 연계 기능 제공 ● 다양한 그룹 지정 가능 ● 가져오기/내보내기 기능 제공 | | |
| 그룹웨어 | 협업     | 보고                     | ● 보고서 운영자가 사전에 설정한 보고양식에 따라 업무보고가 가능 ● 보고 담당자를 카드 형태의 UI로 표현하여 보고자, 미보고자 직관적으로 확인 가능 ● 보고서 작성, 수정, 삭제 등 변경 내용에 대한 이력 확인 가능                        | | |
| 그룹웨어 | 협업     | 캘린더                   | ● 관심 직원의 일정 공유로 협업 강화 ● 알림 기능으로 중요한 일정도 놓치지 않고 관리 | | |
| 그룹웨어 | 소통     | 메일                     | ● 테라스메일을 탑재하여, 그룹웨어에서 안전하게 메일 사용 ● 사용자별로 대용량 메일 첨부를 최대 5GB까지 제공하며, 신속한 대용량 파일 처리 ● 별도의 비밀번호를 부여한 보안 메일을 보내 수신자는 비밀번호를 입력해 메일 내용 확인 가능  | | |
| 그룹웨어 | 소통     | 설문                     | ● 누구나 간단하게 설문 등록 ● 직관적인 차트로 실시간 결과 확인 ● 엑셀 다운로드 가능 | | |
| 그룹웨어 | 소통     | 근태관리                 | ● 최신 근로기준법에 맞춘 다양한 근태 기능 제공 ● PC 및 모바일로 출/퇴근 체크 ● 남은 근무시간, 연장근무시간, 승인 근무시간을 구분하여 확인 가능                                                                                      | | |
| 그룹웨어 | 소통     | 예약                     | ● 예약/대여 현황 제공 ● 실시간 예약 현황 조회 및 예약 ● 자산 목록과 수량 제공 | | |
| 그룹웨어 | 소통     | 문서관리                 | ● 문서 업데이트 시 버전 및 이력 관리가 자동으로 되기 때문에 체계적인 관리 가능 ● 카테고리별로 업무규정이나 메뉴얼을 공유하고 관리                                                                                                   | | |
| 그룹웨어 | 소통     | 게시판                   | ● 피드형 소셜 게시판 제공 ● 신규 게시물을 메일로 확인 ● 공개/비공개, 좋아요 기능 | | |
| 그룹웨어 | 소통     | 커뮤니티                 | ● 클래식형, 피드형 양식 제공 ● 실시간 알림 기능 ● 원하는 커뮤니티 멤버 구성 가능 | | |
| 그룹웨어 | 소통     | 화상대화                 | ● PC나 스마트폰이 있다면 언제 어디서나 자유롭게 채팅/대화/화면 공유 가능 ● 외부 참석자를 위한 초대 링크 공유 가능 | | |
| 그룹웨어 | 보안     | 메일 보안                | ● 국내 최고 수준의 스팸 차단 솔루션, '테라스메일 시큐리티'의 스팸&바이러스 차단 기능 제공 ● SSL/TLS 보안설정이 가능하며, 보안메일 및 안전보기를 통한 보안위협의 원천 차단 가능                                                      | | |
| 그룹웨어 | 보안     | 서비스 보안              | ● 변경이력 관리, 최근 로그인 정보 제공, 결재 비밀번호, 캘린더 비공개, 해외 로그인 차단 등 | | |
| 그룹웨어 | 보안     | 계정 보안                | ● 자동입력 방지문자 동작, 비밀번호 암호화, 세션 ID 검증, 동시 접속 자동 로그아웃, IP 접속차단 | | |
| 그룹웨어 | 보안     | 모바일 보안              | ● 안전한 이중 암호, 원격 앱/데이터 삭제, 다운 받지 않고 미리 보기 | | |
| 그룹웨어 | 특화     | Works                    | ● 필요한 앱을 골라서 활용할 수 있는 업무 시스템 ● 데이터를 축적,검색할 수 있는 기능, 업무를 원활하게 하기 위한 커뮤니케이션 기능을 제공 ● 원하는 기능을 코딩 없이 쉽게 만들어 비용과 인력 절감                                      | | |
| 그룹웨어 | 특화     | PC메신저                 | ● 화면에 맞추어 최적화도니 크기로 자동 전환 ● 이전 업무이력을 빠르게 찾을 수 있도록 대화 검색 기능 제공 ● 채팅방에서 주고 받은 이미지와 첨부파일을 한 번에 모아보고 다운로드 가능                                                   | | |
| 그룹웨어 | 특화     | Link+                    | ● 다우오피스와 제휴서비스간 가입 및 연동 기능 제공 ● 모든 임직원이 자동 로그인 기능으로 제휴서비스를 손쉽게 사용 | | |
| 그룹웨어 | 특화     | 모바일                   | ● 그룹웨어의 다양한 기능과 메뉴를 모바일에서도 동일하게 확인 및 사용 가능 ● 실시간 PUSH 알림으로 업무 진행사항을 빠르게 파악 | | |
| 그룹웨어 | 편의     | 포탈                     | ● 전문 검색엔진을 통해 전 메뉴에 있는 데이터 검색 가능 ● 전사 포탈 외에도 내 포탈(My Potal)을 추가하여 필요한 가젯 직접 구현 | | |
| 그룹웨어 | 편의     | 조직도 & 인사카드        | ● 이름, 부서, 아이디, 직위, 전화번호 등으로 검색 가능 ● 임직원의 인사정보를 한 눈에 볼 수 있는 인사카드 제공 | | |
| 그룹웨어 | 편의     | 멀티 컴퍼니              | ● 그룹사 겸직구성 및 계열사 사용자 정보 검색 ● 한 개의 서버에 그룹사의 멀티컴퍼니 구성 ● 도메인 별로 여러 개의 사이트 구성 | | |
| 그룹웨어 | 편의     | 에디터                   | ● HTML5 기반 웹에디터 ● Editor/HTML 모드 지원 ● 붙여넣기 호환성 지원(엑셀, 워드, 파워포인트) | | |
| 그룹웨어 | 편의     | 다국어                   | ● 개인별 언어 설정 가능 ● 한국어, 중국어(간체/번체), 일본어, 영어, 베트남어 지원 | | |
| 그룹웨어 | 연동     | 출입통제 관리            | ● 출퇴근 내역을 다우오피스의 '근태관리'를 통해 체계적이고 유연하게 관리 가능 | | |
| 그룹웨어 | 연동     | 경비지출 관리            | ● 개인/법인 카드의 비용지출 내역에 대해 무증빙 처리 및 결재가 가능 | | |
| 그룹웨어 | 연동     | 클라우드 ERP             | ● 회계 전표 처리 후 전자결재까지 한 번에 처리 가능 | | |
| 경리회계 | 경리회계 | 기초정보                 | ● 거래처와 관련된 모든 필수 정보를 간단하게 입력하고 관리 가능 | | |
| 경리회계 | 경리회계 | 매출입                   | ● 전표 입력 없이 매출입 지급/수금 연결로 거래 내역 입력 가능 | | |
| 경리회계 | 경리회계 | 금융                     | ● 단 한 번의 인증으로 금융 데이터를 무료 연동 가능 | | |
| 경리회계 | 경리회계 | 리포트                   | ● 필요한 보고 내용만 선발해 나만의 보고서를 직접 만들어 활용 가능 | | |
| 경리회계 | 경리회계 | 세무                     | ● 국세청에 직접 등록하지 않아도 세금계산서 발행 가능 | | |
| 경리회계 | 경리회계 | 차량운행기록 관리        | ● 업무용차량의 주행 기록 작성부터 전자결재 상신 등 차량운행관리의 필수적인 기능들을 제공 | | |
| 경영지원 | 경영지원 | 인사정보                 | ● 관리자가 업데이트한 인사 정보가 실시간 동기화되어 최신 인사 정보 확인 가능 | | |
| 경영지원 | 경영지원 | 개인경비처리             | ● 개인 경비 사용 내역을 확인하고 지정된 결재선에 따라 기안서 작성 가능 | | |
| 경영지원 | 경영지원 | 급여명세 조회            | ● 급여 상세 내역을 확인하고 급여명세서를 모바일에서 다운로드 가능 | | |
| 경영지원 | 경영지원 | 예상퇴직금 조회          | ● 퇴사일 기준 일자에 받을 예쌍 퇴직금 조회 기능을 제공하여 개인 별 수령 금액 확인 가능 | | |
| 경영지원 | 경영지원 | 증명서 발급              | ● 재직증명서, 경력증명서 등의 증명서를 빠르게 확인하고 모바일에서 바로 다운로드 가능 | | |
| 경비관리 | 경비관리 | 법인/개인카드 경비관리   | ● 법인/개인카드 사용 내역을 쉽게 입력하고 일괄적으로 경비처리 가능 | | |
| 경비관리 | 경비관리 | 개인경비/일반영수증 관리 | ● 증빙이 필요한 영수증을 직접 촬영하고 첨부하여 경비처리 가능 | | |
| 경비관리 | 경비관리 | 유류비 경비처리          | ● 담당자가 설정한 유류비 단가에 맞춰 사용한 유류비를 청구함으로 이체 연동을 통해 비용 지급 | | |

## 역사
| 2014 | 소통과 협업 기반 그룹웨어 다우오피스 런칭                             |
| 2017 | 클라우드 서비스 다우오피스 2.0 런칭                                   |
| 2019 | 워라밸을 위한 그룹웨어 다우오피스 3.0 런칭                            |
| 2021 | 업무플랫폼 다우오피스 런칭 (그룹웨어+경리회계+경여지원+경비관리)      |
| 2023 | 부가서비스 런칭 (법정의무교육+고용전자계약+경비처리관리+차량운행일지) |